# 青荷温泉

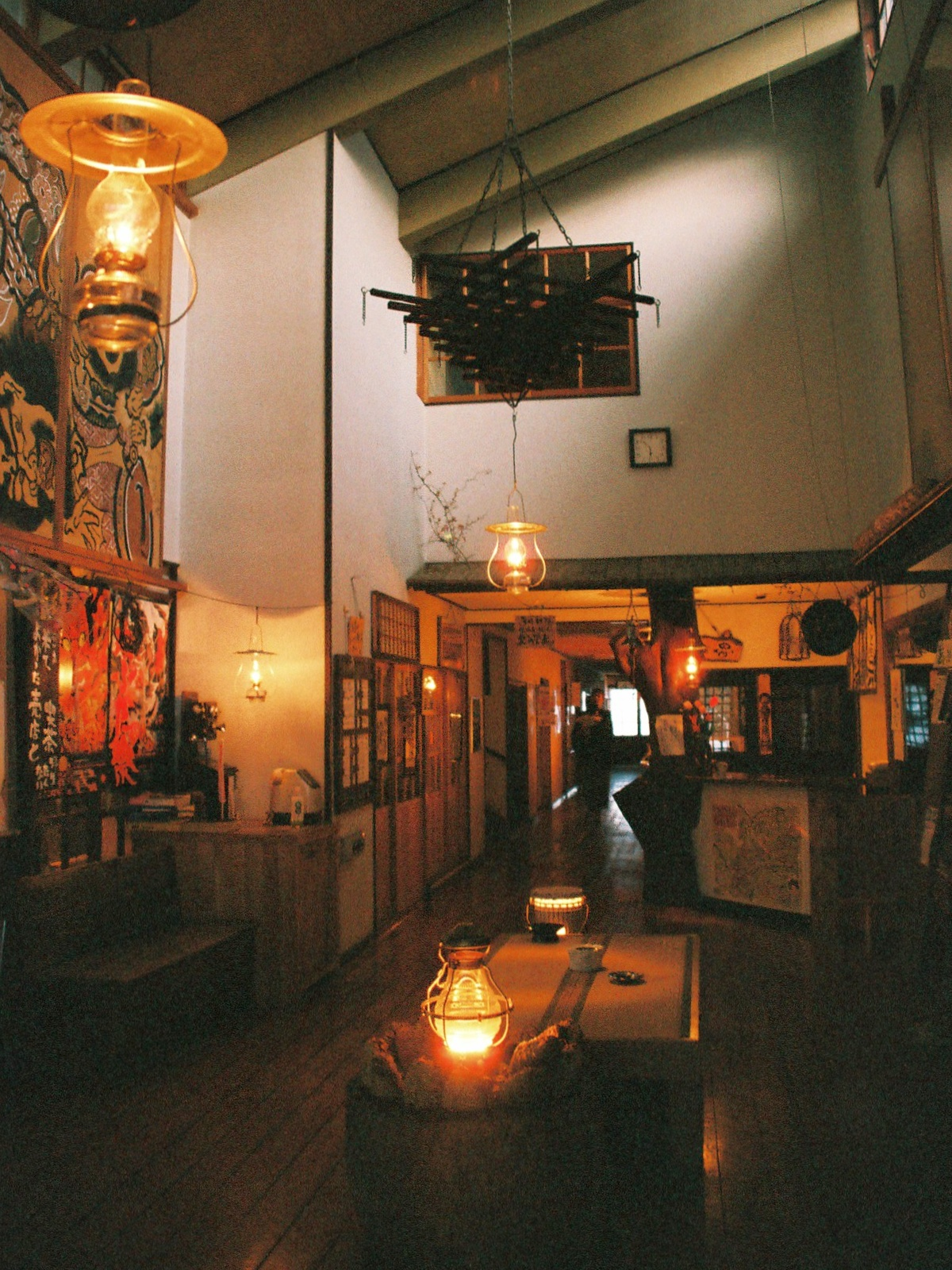
一軒宿の館内（フロント付近）

青荷温泉（あおにおんせん）は、青森県黒石市の黒石温泉郷にある温泉である。1軒ある温泉旅館に電気は通っているが、客室や風呂場などは灯油ランプだけで照らし、「ランプの宿」の一つとして知られる。

## 泉質
単純温泉。源泉温度は45～60度。

## 効能
神経痛、リューマチ、疲労回復。

## 温泉街
「ランプの宿」として知られる一軒宿があり、弘南バスグループに属している。31室全てに泊り客がある日は140個のランプを点灯して配るのに2時間を要する。風呂は掛け流しで、混浴露天風呂など4カ所を備える。

## 歴史
1929年（昭和4年）、黒石温泉郷の一つである板留温泉の旅館を実家とする歌人の丹羽洋岳（ようがく）が小屋を建てて暮らすようになったことに始まる。

## 注意点
櫛ヶ峯と雷山（いかづちやま）に挟まれた窪地にあり、携帯電話による通話やインターネット利用はできない（110番・119番を含めて圏外になる）。無線電波不感地域であり、テレビの視聴とラジオの聴取はできない。
旅館に電力は供給されており、温水便座などは作動しているが、客室に電源コンセントはない。

## アクセス

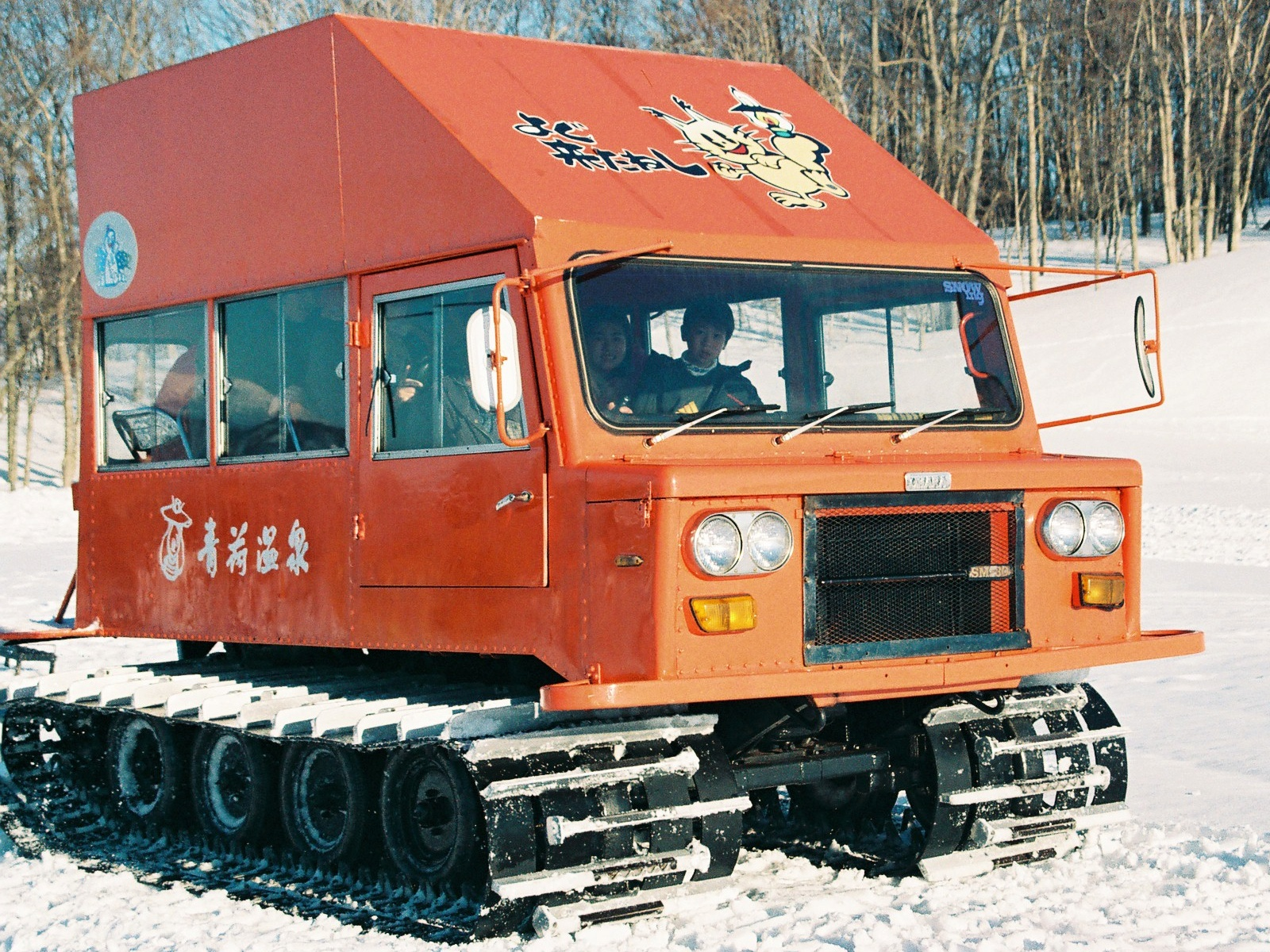
冬期間の送迎用雪上車（体験乗車時に撮影）

- バス：弘南鉄道弘南線黒石駅から弘南バス虹の湖線・温川線に乗車し、虹の湖公園前下車、旅館送迎バスに乗り継ぎ[1]。
- 沖浦温泉から東に約4キロメートル。